# Lars Erik Bjørnsen
Lars Erik Bjørnsen (* 20. Juli 1982 in Bardu, Norwegen) ist ein ehemaliger norwegischer Handballspieler. Bjørnsen wurde meist auf Rechtsaußen eingesetzt. 
Lars Erik Bjørnsen begann in seiner Heimatstadt mit dem Handballspiel. Mit 18 Jahren ging er nach Südnorwegen zur Kragerø IF, wo er auch in der ersten norwegischen Liga debütierte. Durch gute Leistung empfahl Bjørnsen sich für höhere Aufgaben; 2007 wurde er vom dänischen Verein Team Tvis Holstebro verpflichtet, mit dem er ein Jahr später den dänischen Pokal gewann. Ab dem Sommer 2011 lief Bjørnsen für den norwegischen Erstligisten Drammen HK auf. Dort beendete er 2014 seine Karriere. Während der Saison 2014/15 schloss er sich dem Drittligisten Kragerø IF an. Im Sommer 2015 unterschrieb er einen Vertrag beim norwegischen Erstligisten ØIF Arendal.
Lars Erik Bjørnsen hat 103 Länderspiele für die norwegische Männer-Handballnationalmannschaft bestritten. Bei der Weltmeisterschaft 2007 in Deutschland landete er mit seinem Land auf dem 13. Platz, an der Europameisterschaft 2008 im eigenen Land auf dem sechsten Platz.